# ダンシング・マシーン
「ダンシング・マシーン」（Dancing Machine）は、ジャクソン5の楽曲。当時モータウンで多くのアルバムをプロデュースしていたハル・デイヴィスが、ウェルドン・ディーン・パークス、ドン・フレッチャーと共に書き下ろした。ジャクソン5が1973年に発表したアルバム『ゲット・イット・トゥゲザー』に収録され、1974年にはリミックス・ヴァージョンがシングルとしてリリースされた。

## 解説
アルバム『ゲット・イット・トゥゲザー』発表後、ジャクソン5はテレビ番組『ソウル・トレイン』の1973年10月27日放送の回に出演し、マイケル・ジャクソンがこの曲で披露したロボット・ダンスが話題を呼んだ。マイケルはそれ以前からコンサートやテレビでロボット・ダンスを披露していたが、この番組で披露したことでロボット・ダンスが全米に広まり、マイケルは後に、このエピソードが放映されてから「アメリカの子供たちがみんなロボットを踊っている気がした」と振り返っている。
その後リミックス及び再編集がなされたヴァージョンは、オリジナルよりも少しマイケルのボーカルが突出した仕上がりとなった。このヴァージョンは1974年にシングルとしてリリースされ、Billboard Hot 100では2位に達し、ジャクソン5時代としては最後の全米トップ10ヒットとなった。ビルボードのR&Bシングル・チャートでは1位を獲得。1974年9月発表のアルバム『ダンシング・マシーン』には、このシングル・ヴァージョンが収録された。
また、コンピレーション・アルバム『帰ってほしいの! アンリリースト・マスターズ』には、演奏時間が4分を超える別ヴァージョンが収録されている。

## カヴァー、サンプリング
- M.C.ハマー - アルバム『プリーズ・ハマー・ドント・ハーテム』（1990年）に、本曲をサンプリングした楽曲「Dancin' Machine」を収録[6]。
- 田村直美 - ライヴで歌唱。ライヴ・アルバム『Tamura’s MOTOWN LIVE』（1996年）に収録。